# История цветов
«История Цветов» (исп. La Historia de los Colores) — детская книга, написанная субкоманданте Маркосом, неформальным лидером Сапатистской Армии национального освобождения. Книга опубликована в 1996 году. Она породила споры после того, как Американский национальный фонд искусств отозвал грант для иллюстрированного двуязычного издания книги на испанском и английском языках. После того, как АНФИ удалился, помочь делу решил фонд «Lannan». Двуязычная версия была опубликована в 1999 году, перевод — Энн Бар Дин, иллюстрации — Domitilia Domínguez.
В 2000 году книга получила Детскую книжную премию от Firecracker Alternative Book Award. После того как АНФИ отозвал свою поддержку, Национальное общественное радио представило книгу в передаче «Учитывая все обстоятельства» (All Things Considered), а также о книге написала The New York Times.